# اوفاک
اوفاک (به لاتین: Uvok) یک منطقهٔ مسکونی در تاجیکستان است که در ولایت سغد واقع شده‌است.